# 10612 Houffalize
10612 Houffalize eller 1997 JR17 är en asteroid i huvudbältet som upptäcktes den 3 maj 1997 av den belgiske astronomen Eric W. Elst vid La Silla-observatoriet. Den är uppkallad efter den belgiska staden Houffalize.
Asteroiden har en diameter på ungefär 6 kilometer och den tillhör asteroidgruppen Koronis.